# Tephrina bolina
Tephrina bolina là một loài bướm đêm trong họ Geometridae.